# جيرالد وليامز (لاعب كرة قدم أمريكية)
جيرالد وليامز (بالإنجليزية: Gerald Williams)‏ هو لاعب كرة قدم أمريكية أمريكي، ولد في 8 سبتمبر 1963 في وايكروس في الولايات المتحدة.